# آرون هیپ
آرون هیپ (انگلیسی: Aaron Heap؛ زادهٔ ۱۴ مهٔ ۲۰۰۰) بازیکن فوتبال است.
از باشگاه‌هایی که در آن بازی کرده‌است می‌توان به باشگاه فوتبال آکسفورد یونایتد اشاره کرد.
وی همچنین در تیم ملی فوتبال Northern Ireland U19 بازی کرده‌است.